# Dialeurodes simmondsi
Dialeurodes simmondsi là một loài côn trùng cánh nửa trong họ Aleyrodidae, phân họ Aleyrodinae.
Dialeurodes simmondsi được Corbett miêu tả khoa học đầu tiên năm 1927.